# Carabus gebleri
Carabus gebleri là một loài bọ cánh cứng được tìm thấy ở Nga và Kazakhstan.

## Hình ảnh

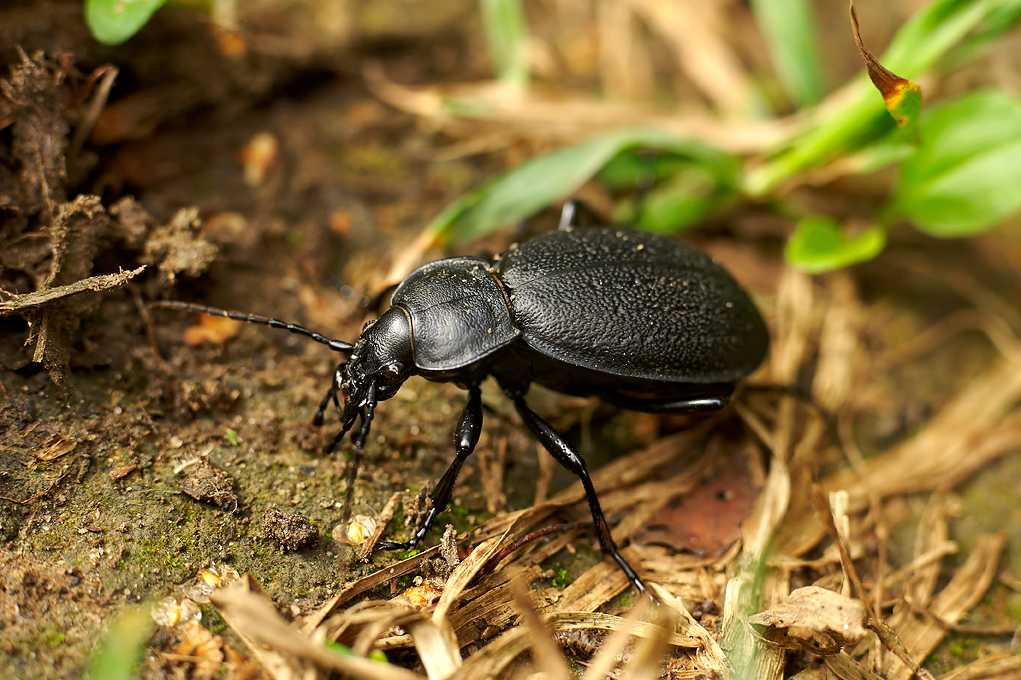
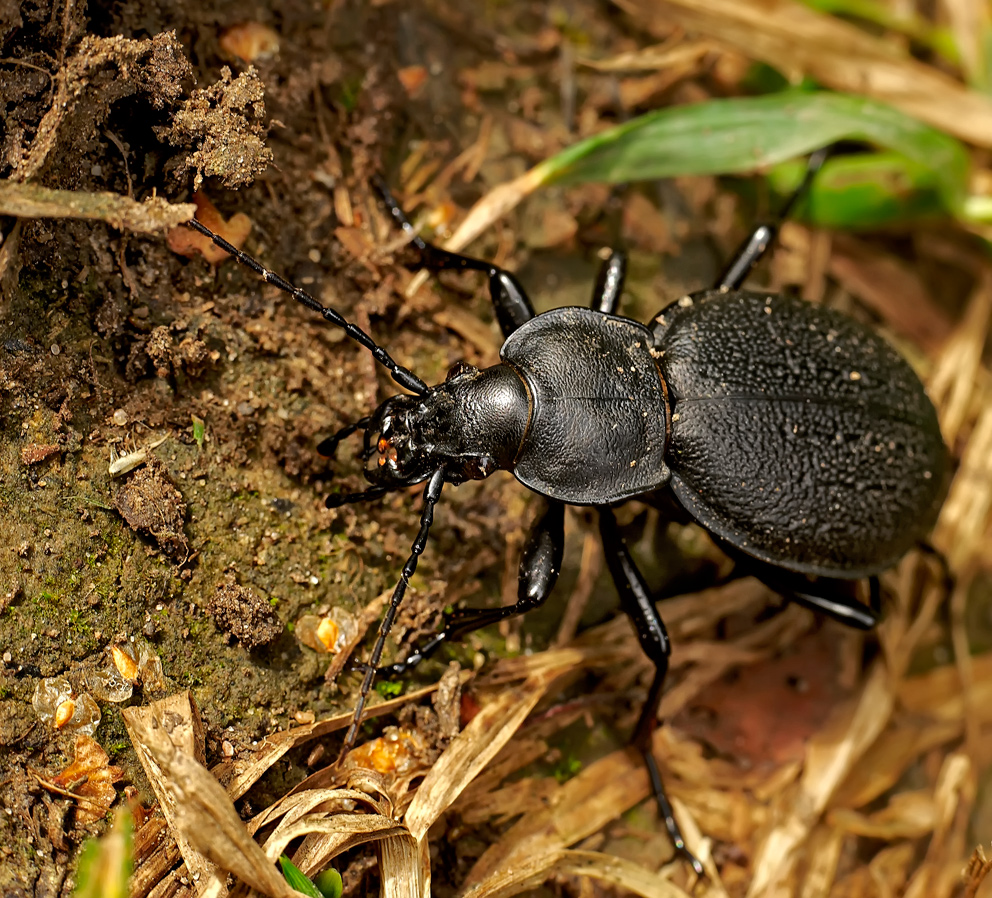
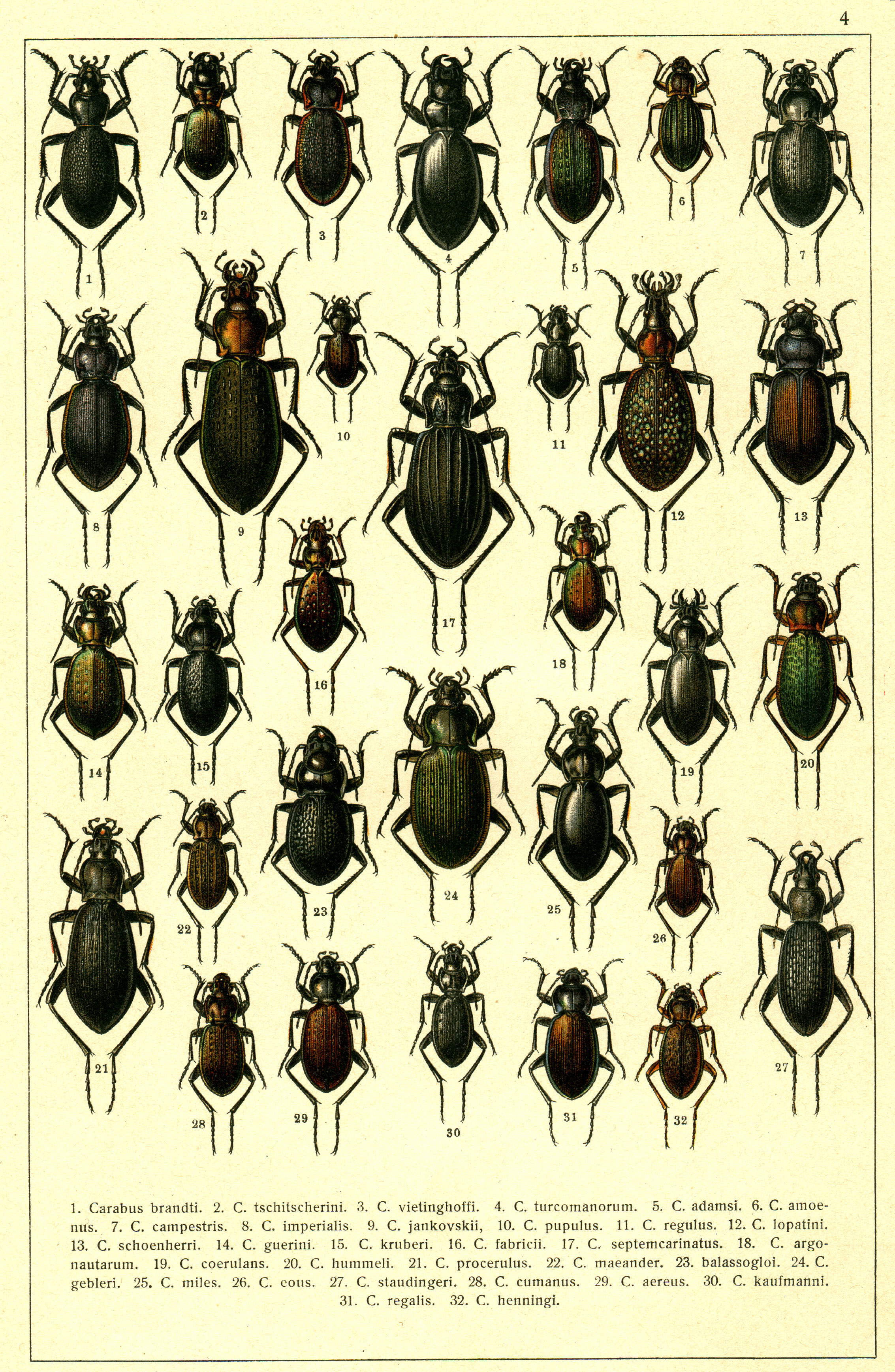